# Bir Ould Khelifa
Bir Ould Khelifa è un centro abitato dell'Algeria, situato nella Provincia di 'Ayn Defla.